# فلش بک (فیلم ۱۹۹۰)
فلش‌بک (به انگلیسی: Flashback) یک فیلم سینمایی آمریکایی کمدی و ماجراجویانه محصول سال ۱۹۹۰ با بازی دنیس هاپر، کیفر ساترلند و کارول کین است. این فیلم به نویسندگی دیوید لاگری و کارگردانی فرانکو آموری ساخته شده‌است.